# 제저벨
《제저벨》(영어: Jezebel)은 미국에서 제작된 윌리엄 와일러 감독의 1938년 드라마 영화이다. 베티 데이비스 등이 주연으로 출연하였고 윌리엄 와일러 등이 제작에 참여하였다.

## 출연

### 주연
- 베티 데이비스
- 헨리 폰다
- 조지 브렌트

### 조연
- 마가렛 린제이
- 도널드 크리스프
- 페이 베인터
- 리처드 크롬웰
- 헨리 오닐
- 스프링 바잉톤

## 기타
- 원작자: 오웬 데이비스
- 협력프로듀서: 헨리 블렁크
- 미술: 로버트 M. 하스
- 의상: 오리 켈리